# Персі Віндем Льюїс
Персі Віндем Льюїс (англ. Percy Wyndham Lewis; 18 листопада 1882, Емгерст, Нова Шотландія, Канада — 7 березня 1957, Лондон, Велика Британія) — англійський художник, письменник та теоретик мистецтва.

## Життя та творчість
Народився в океані, на борту батькової яхти, біля берегів Нової Шотландії. У 1899—1901 роках вивчав живопис у Лондоні. У 1902—1909 роках здійснює велику подорож Європою з тривалим перебуванням у Парижі. 1911 року бере участь у лондонській виставці художньої групи «Кемден Таун», одним із засновників якої був. 1913 року вступає до групи «Лондон».
Невдовзі після цього розробляє власну художню теорію, «вортицизм», близьку за духом італійському футуризму і французькому кубізму, і пропагує її на сторінках видаваного ним журналу «Blast» (Світова пожежа). «Вортицистський маніфест», який він створив 1914 року, був ніби відповіддю на «Футуристичний маніфест» італійців. У ньому йшлося про те, що тільки сильні вибухи почуттів можуть бути джерелом художньої творчості. Свій духовний зразок вортицисти знайшли в американському поеті Езрі Паунді.
Окрім вортицистських робіт писав також натуралістські та сюрреалістичні полотна і працював ілюстратором для журналу The Enemy (Ворог).
У своєму романі «Свято, яке завжди з тобою» у розділі «Езра Паунд та його „Бель еспрі“» Хемінгуей відгукується про П. В. Льюїса дуже різко і неприємно: «…не бачив я у своєму житті бридкішої людини».